# Hamka
Hamka (ur. 3 maja 1993) – indonezyjski zapaśnik walczący w stylu wolnym. Zajął 26. miejsce na mistrzostwach świata w 2014.
Piętnasty na mistrzostwach Azji w 2025. Srebrny medalista igrzysk Azji Południowo-Wschodniej w 2023, a także mistrzostw Azji Południowo-Wschodniej w 2022 roku. 